# Hanna Risku
 (juillet 2025).
La mise en forme du texte ne suit pas les recommandations de Wikipédia : il faut le « wikifier ».
Les points d'amélioration suivants sont les cas les plus fréquents. Le détail des points à revoir est peut-être précisé sur la page de discussion.
- Les titres sont pré-formatés par le logiciel. Ils ne sont ni en capitales, ni en gras.
- Le texte ne doit pas être écrit en capitales (les noms de famille non plus), ni en gras, ni en italique, ni en « petit »…
- Le gras n'est utilisé que pour surligner le titre de l'article dans l'introduction, une seule fois.
- L'italique est rarement utilisé : mots en langue étrangère, titres d'œuvres, noms de bateaux, etc.
- Les citations ne sont pas en italique mais en corps de texte normal. Elles sont entourées par des guillemets français : « et ».
- Les listes à puces sont à éviter, des paragraphes rédigés étant largement préférés. Les tableaux sont à réserver à la présentation de données structurées (résultats, etc.).
- Les appels de note de bas de page (petits chiffres en exposant, introduits par l'outil «  Source ») sont à placer entre la fin de phrase et le point final[comme ça].
- Les liens internes (vers d'autres articles de Wikipédia) sont à choisir avec parcimonie. Créez des liens vers des articles approfondissant le sujet. Les termes génériques sans rapport avec le sujet sont à éviter, ainsi que les répétitions de liens vers un même terme.
- Les liens externes sont à placer uniquement dans une section « Liens externes », à la fin de l'article. Ces liens sont à choisir avec parcimonie suivant les règles définies. Si un lien sert de source à l'article, son insertion dans le texte est à faire par les notes de bas de page.
- La présentation des références doit suivre les conventions bibliographiques. Il est recommandé d'utiliser les modèles {{Ouvrage}}, {{Chapitre}}, {{Article}}, {{Lien web}} et/ou {{Bibliographie}}. Le mode d'édition visuel peut mettre en forme automatiquement les références.
- Insérer une infobox (cadre d'informations à droite) n'est pas obligatoire pour parachever la mise en page.

Pour une aide détaillée, merci de consulter Aide:Wikification.
Si vous pensez que ces points ont été résolus, vous pouvez retirer ce bandeau et améliorer la mise en forme d'un autre article.
Pour les articles homonymes, voir Risku (homonymie).
Hanna Risku, née le 27 avril 1967 à Mikkeli, en Finlande, est une professeure finlandaise de  traductologie. Elle est la directrice du groupe de recherche Socio-Cognitive Translation Studies (socotrans) à l’université de Vienne. Ses domaines de recherche comprennent la traduction et la cognition située, l’ethnographie, la recherche sur les lieux de travail et les réseaux de traduction, et les compétences de la traduction. Avant de travailler à Vienne, elle a été professeure de la traductologie à l’université de Graz, professeure de la science cognitive appliquée et la communication technique, cheffe du Département de Gestion des Connaissances et de la Communication, et vice-rectrice à l’université Danube Krems, professeure invitée à l’université d’Aarhus au Danemark, et professeure dans différentes universités en Autriche, en Finlande et en Suède.
Madame Risku est coéditrice de Fachsprache – International Journal of Specialized Communication et la présidente de l’organisation-cadre européenne pour la communication technique, TCeurope. En 2010, elle reçoit le prix TCeurope pour les Services à la Communication Technique en Europe. En 2016, elle est invitée à l’Académie finlandaise des sciences. Elle est membre de l’EST, de tekom,  et du réseau international Translation, Research, Empiricism, Cognition (TREC).
En 2023, elle est titulaire de la chaire de la CETRA Research Summer School in Translation Studies.

## Formation
En 1986, Hanna Risku a obtenu son diplôme de fin d’études secondaires à Mikkeli. Elle a étudié la traduction et l’interprétation : allemand et anglais à l’Institut de la traductologie à l’université de Tampere. En 1996, elle a fini son mémoire à l’université de Vienne et elle a obtenu son habilitation universitaire en 2003 en « science de la traduction » à la faculté des Sciences humaines et culturelles de cette université.
Le finnois est sa langue maternelle et ses langues de travail sont l’allemand et l’anglais. Elle possède une bonne connaissance du suédois et des connaissances rudimentaires en français et en estonien.

## Projets de recherche
Risku a participé à de nombreux projets de recherche dans les domaines de la cognition, de la traduction, des compétences de traducteur, de la documentation technique, de la gestion de l’information et de la gestion de projet dans le processus de traduction. Il s’agit notamment du projet ViADUKT – Comprehensible Information Design for Corporate Communication Technology, et du projet Translation management: a follow-up study, qui a étudié les rôles, les compétences et la coordination du travail des directeurs de traduction et a examiné les changements dans la façon dont ils travaillent dans les agences de traduction.
De 2014 à 2017, elle a reçu un financement du Fonds scientifique autrichien (FWF) pour le projet Extended translation : Socio-cognitive translation processes in the workplace.
Risku est la cheffe de projet de Retrex : Rethinking translation expertise : a workplace study, une activité en cours qui se concentre sur l’expertise ou la compétence en traduction dans des contextes professionnels authentiques,.

## Publications
- Translatorische Kompetenz : Kognitive Grundlagen des Übersetzens als Expertentätigkeit. Stauffenburg, Tübingen, 1998
- Interkulturelle Fachkommunikation als kooperative Textgestaltung. Habilitation thesis. Faculty of Humanities and Cultural Studies, University of Vienna, 2002
- Translation management. Intercultural specialized communication in the information age. Narr, Tübingen, 2016

Outre les monographies, Risku a écrit de nombreux articles scientifiques pour des revues et des anthologies, ainsi que des comptes rendus. Elle a également édité les ouvrages suivants :
- Risku, H. & Peschl, M. F. (eds.) 2010. Kognition und Technologie im kooperativen Lernen : Vom Wissenstransfer zur Knowledge Creation. Göttingen : Vienna University Press ;
- Risku, H., Windhager, F., Mayr, E. & Smuc, M. 2011. An Extended Model of Knowledge Communication: The Situational View of Dealing with Asymmetries. in Fachsprache: International Journal of Specialized Communication. pp.168-186 ;
- Risku, H. 2012. The Ecyclopedia of Applied Linguistics. Chapelle, C. A. (ed.) Oxford, UK : Wiley-Blackwell, p.675-684 ;
- Risku, H., Rogl, R., Milosevic, J. 2017. Translation Practice in the Field : Current Research on Socio-Cognitive Processes. in  Special Issue of Translation Spaces 6, 1, p. 3-26.